# Crișana Oradea
El Crisana Oradea fue un equipo de fútbol de Rumania que alguna vez jugó en la Liga I, la primera división de fútbol en el país.

## Historia
Fue fundado en el año 1929 en la ciudad de Oradea, y en la temporada de 1930/31 gana la liga de la región norte y juega por primera vez en el torneo nacional en donde fue eliminado en la fase preliminar por el Societatea Gimnastică Sibiu. Repitió el título regional en la temporada 1931/32, pero esta vez fue eliminado por el Muresul Targu Mures.
En 1932 debuta en la Liga I, en donde permaneció hasta 1938 cuando descendió a la Liga II. Al finalizar la Segunda Guerra Mundial el club regresa a la Liga II luego de fusionarse con el CFR Oradea, pero la fusión se disuelve en 1947, en donde el equipo existió hasta el año 1954 tras descender a las divisiones regionales.
El Crisana Oradea jugó por seis temporadas en la Liga I, en donde jugó 110 partidos con 40 victorias, 20 empates y 50 derrotas, anotó 199 goles y recibió 232, figurando entre los mejores 60 equipos de la clasificación histórica de la Liga I.

### ¿Reencarnación?
En 1961 se vuelve a escuchar el nombre de Crisana con el cambio de nombre del CA Oradea, pero ambos equipos no tienen relación alguna.

## Palmarés
- Liga II (1): 1939–40